# Microregione di Chapadas do Alto Itapecuru
Chapadas do Alto Itapecuru è una microregione dello Stato del Maranhão in Brasile, appartenente alla mesoregione di Leste Maranhense.

## Comuni
Comprende 13 comuni:
- Barão de Grajaú
- Colinas
- Jatobá
- Lagoa do Mato
- Mirador
- Nova Iorque
- Paraibano
- Passagem Franca
- Pastos Bons
- São Francisco do Maranhão
- São João dos Patos
- Sucupira do Norte
- Sucupira do Riachão